# Luftangriff auf Hanau am 19. März 1945
Der Luftangriff auf Hanau am frühen Morgen des 19. März 1945 war der letzte und schwerste Luftangriff auf Hanau im Zweiten Weltkrieg. Die Stadt wurde dabei von Einheiten des RAF Bomber Command weitgehend zerstört. Die Angriffe auf die Stadt folgten dabei der britischen Strategie des morale bombing.

## Der Angriff

### Die Angreifer

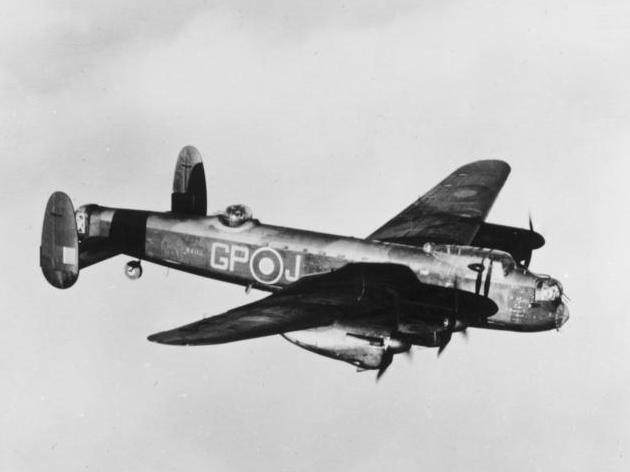
Britische AVRO Lancaster, wie sie über Hanau eingesetzt wurden

Der Angriff wurde unter dem Befehl von Luftmarschall Arthur Harris von der No. 5 Bomber Group der Royal Air Force (RAF) durchgeführt. Die No. 5 Bomber Group war unter anderem für die Flächenbombardements auf Dresden, Kassel, Königsberg, Braunschweig, Pforzheim, Hamburg und Darmstadt verantwortlich. Die Einheit warf Spreng- und Brandbomben ab. Diese Kombination führte im militärischen Optimalfall zu einem Feuersturm. Dieses vervielfachte die Erstschäden, die die Sprengbomben verursacht hatten. Ziel war die systematische Zerstörung ziviler Flächenziele. Die am Stadtrand gelegene Industrie (Sondermetalle, Vakuumpumpen u. a.) war nicht Ziel des Angriffs auf Hanau.

### Vorbereitung

#### Mittelbare Vorbereitung
Die genaue Auswahl der zu bombardierenden Stadtteile wurde anhand von Luftbildern, Bevölkerungsdichtekarten und Brandversicherungskatasterkarten getroffen. Die Katasterkarten hatten deutsche Feuerversicherungen vor dem Krieg bei britischen Rückversicherungsgesellschaften hinterlegt. Die Hanauer Innenstadt war das Kerngebiet des Angriffs.

#### Unmittelbare Vorbereitung
Die RAF setzte für den Angriff unter anderem 227 Lancaster-Bomber und 8 Mosquito-Flugzeuge ein, insgesamt 279 Flugzeuge mit mehr als 1950 Besatzungsmitgliedern. Der Angriff wurde durch eine Radarstörung (Düppelstörung) vorbereitet. Die Flugzeuge der RAF flogen zwischen Köln und Bonn in das Reichsgebiet ein, täuschten zunächst als Ziel Kassel vor und bogen dann scharf nach Südosten ab. So flogen die Flugzeuge der deutschen Abwehr nach Kassel und kamen dort zu dem Zeitpunkt an, zu dem der Angriff auf Hanau begann. Der Konvoi der britischen Bomber war etwa 110 km lang.
Vor dem Bombardement wurde das Zielgebiet von Mosquito-Flugzeugen durch 70 rote und grüne Leuchtbomben (sogenannte „Christbäume“) markiert und das Zielgebiet durch weitere 804 Leuchtbomben taghell ausgeleuchtet. Dies wurde überwacht durch einen in großer Höhe fliegenden Masterbomber, der per Funk mit den Markierungsfliegern kommunizierte. Anschließend wurde vom Masterbomber aus auf einer tieferen Flugbahn nochmals das Hanauer Zielgebiet geprüft, die Anflughöhen wurden festgelegt und der Angriff wurde freigegeben.

### Luftalarm
Es war kein Fliegeralarm ausgelöst worden: Die deutsche Luftüberwachung hatte durch die britischen Täuschungen die Gefahr nicht rechtzeitig erkannt. So wurden die meisten Bewohner Hanaus erst durch die Bombenexplosionen alarmiert und flüchteten in Keller oder Luftschutzkeller.

### Das Bombardement
Der Zielpunkt lag in der Mitte der dichtbesiedelten Innenstadt. Das Bombardement begann um 04:24 Uhr und endete gegen 04:40 Uhr. Wegen der guten Sicht konnten die Bomben gezielt und konzentriert abgeworfen werden.
Zuerst wurden 117 schwere und mittelschwere Sprengbomben und 225 Luftminen abgeworfen; deren Druckwellen rissen die Dächer auf. Danach wurden 360.000 Stabbrandbomben (643 Tonnen) über dem Stadtgebiet abgeworfen; diese setzten die Dachstühle innerhalb kürzester Zeit in Vollbrand. Tausende Gebäudebrände entfachten einen Feuersturm. Die abfliegenden britischen Bomber konnten den Brand noch in 100 km Entfernung sehen. Insgesamt wurden bei diesem Angriff auf Hanau 1200 Tonnen Bomben abgeworfen.

## Folgen

### Opfer und Schäden

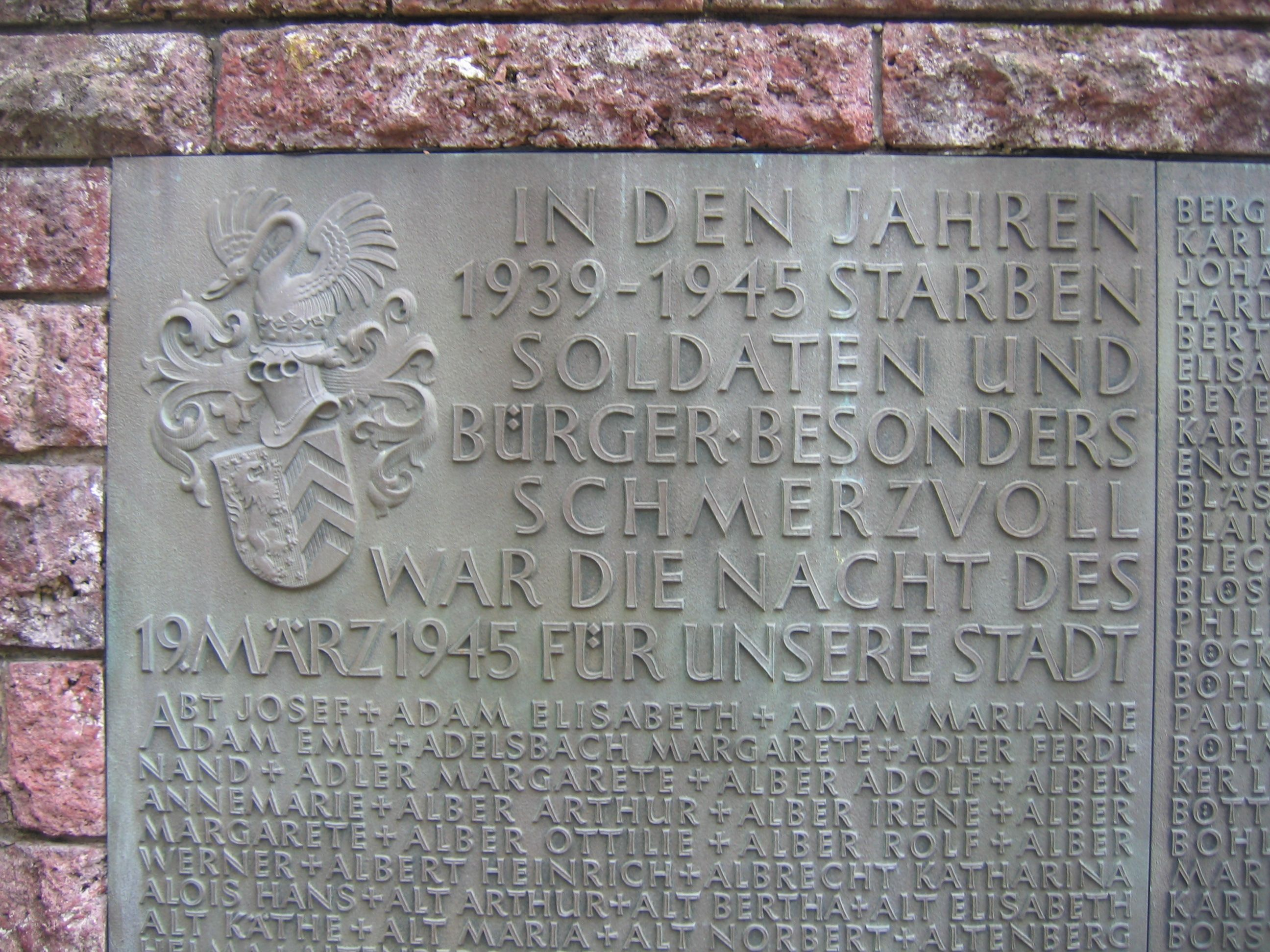
Ehemalige Gedenktafel für die Kriegsopfer auf dem Hauptfriedhof

Die meisten Opfer waren Menschen, die in den Luftschutzkellern Zuflucht gesucht hatten. Ein Teil wurde während des Angriffs durch Trümmer erschlagen, sie erstickten oder verbrannten dort. Eine Flucht aus den Kellern war nur selten möglich, weil die Hitzeentwicklung zu groß war und mancherorts auch den Teer des Straßenbelags entzündete. Dem Angriff auf die dichtbesiedelte Stadt fielen bis zu 2.003 Menschen zum Opfer. 382 Tote konnten nicht identifiziert werden. 2.240 Häuser wurden zerstört. Anschließend waren 87 Prozent der Innenstadt zerstört. Das entsprach 80 Prozent der Bausubstanz Hanaus, ein Zerstörungsgrad wie in kaum einer anderen Stadt im heutigen Hessen. In der Innenstadt standen nur noch sieben Häuser. Die Einwohnerzahl der Stadt sank unter 10.000. Hanau verlor viele seiner Kulturdenkmäler. 
Die RAF verlor bei dem Angriff einen Bomber.
Eine Gedenkstätte auf dem Hauptfriedhof Hanau erinnert auch an die Opfer des Luftangriffs vom 19. März 1945.

### Wiederaufbau
Beim Wiederaufbau der Stadt wurden gegen große Widerstände aus der Bürgerschaft und zivilgesellschaftlicher Organisationen, wie des Hanauer Geschichtsvereins, die Ruinen des Stadtschlosses, der Kommandantur, des Zeughauses und des Stadttheaters abgerissen, ebenso die meisten noch erhaltenen Reste der mittelalterlichen Stadtbefestigung. Die Umfassungsmauer der wallonischen Hälfte der Wallonisch-Niederländischen Doppelkirche steht bis heute als Ruine und Mahnmal. Das heutige Stadtbild von Hanau ist radikal anders als das Stadtbild bis zu den großen Luftangriffen.